# Mathias Goeritz

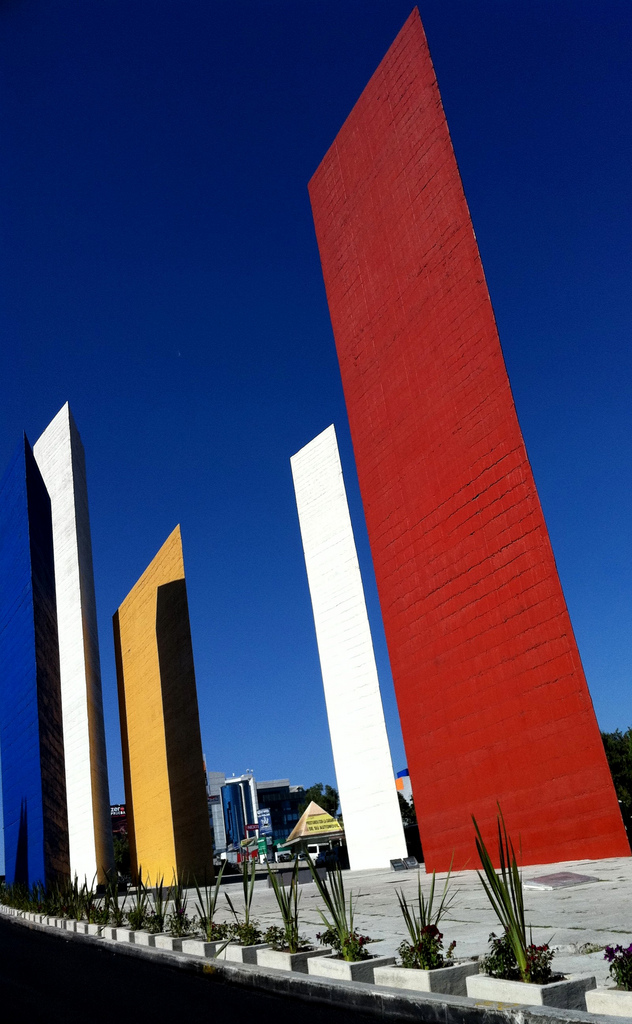
Torres de Satélite (1957)

Werner Mathias Goeritz (Gdańsk, 4 april 1915 - Mexico-Stad, 4 augustus 1990) was een Mexicaanse beeldhouwer, schilder en architect, van Joods-Duitse afkomst.

## Leven en werk
Goeritz werd geboren in Danzig maar bracht zijn jeugd door in Berlijn. Hij studeerde schilderkunst aan de Hochschule der Künste Berlin-Charlottenburg, alsmede kunstgeschiedenis en filosofie aan de Friedrich-Wilhelms-Universität van Berlijn. Zijn schilderkunst van voor de Tweede Wereldoorlog weerspiegelde de invloed van de Duitse expressionistische groeperingen Der Blaue Reiter en Die Brücke.
In 1936 verliet hij, door de heersende nationaalsocialistische opvatting ten aanzien van de moderne kunst en zich bewust van zijn joodse wortels, Duitsland voor een reis door Europa. In 1940 promoveerde hij in Berlijn en reisde naar Noord-Afrika. Van 1941 tot 1945 verbleef hij in Marokko, waar hij docent was in de stad Tétouan. In 1945 vestigde hij zich in Granada. Hij exposeerde in 1946 in Madrid met onder anderen de avantgardistische kunstenaars Joan Miró en Ángel Ferrant. In 1948 verhuisde hij naar Santillana del Mar en was medestichter van de Escuela de Altamira. Zijn stijl evolueerde naar de abstracte kunst. In 1949 werd hij tot hoogleraar benoemd aan de pas opgerichte Escuela de Arquitectura van de Universiteit van Guadalajara in Mexico. Vijf jaar later werd hij benoemd aan de Universidad Nacional Autónoma de México (UNAM) in Mexico-Stad.
Goeritz wisselde rond het jaar 1950 van de schilderkunst naar de beeldhouwkunst. Hij ontwierp in 1953 het gebouw en de inrichting van het Museo Experimental El Eco in Mexico-Stad en creëerde onder andere de sculptuur Serpiente, die thans deel uitmaakt van de Ruta Escultórica del Acero y del Cemento in Monterrey. Een jaar na de opening van het museum publiceerde Goeritz zijn manifest voor een "emotionele" architectuur, het Manifiesto de Arquitectura Emocional.
Zijn werk werd beïnvloed door de kunststromingen expressionisme, dadaïsme, constructivisme en minimalisme.

## Werken (selectie)
- La mujer de cinco caras (1950)
- Serpiente (1951), Museo de Arte Moderno in Mexico-Stad
- El Animal (1951)[1], Avenida de las Fuentes y Eje in Mexico-Stad
- Escultura (1951/52)[2], Facultada de Arquitectura in Mexico-Stad
- El ángel (1952), Casa Preto López, Jardines del Pedegral de San Ángel in Mexico-Stad
- De reliëfs La mano divina en La mano codiciosa (1952), Iglesia de San Lorenzo in Mexico-Stad
- Los amantes (1952), Hotel El Presidente in Acapulco, Guerrero
- Serpiente (1953) bij het Museo Experimental El Eco[3] in Mexico-Stad. De sculptuur (lengte 60 meter) bevindt zich sinds 2007 in Monterrey (Nuevo León) als onderdeel van de beeldenroute Ruta Escultórica del Acero y del Cemento
- Torres de Satélite (1957), Ciudad Satélite (Naucalpan de Juárez) met de architect Luis Barragán en de schilder Jesús Reyes Ferreira
- El pajaro amarillo (1957), Jardines del Bosco in Guadalajara (deelstaat Jalisco)
- Torre Automex (1962), Toluca
- Estrella de David[4] (1964), Sinagoga de Colonia Polanco (Mexico-Stad)
- Glas-in-loodramen (1964), Sinagoga Maguen David, Calle Socrates in Mexico-Stad
- Osa Mayor (1968), onderdeel van de beeldenroute Ruta de la Amistad in Mexico-Stad, waarvan Goeritz de coördinatie had
- Murales en acero (1970), Torre Arco in Los Angeles (Verenigde Staten)
- Corona del Pedregal, Espacio Escultórico van de UNAM
- Laberinto de Jerusalem (1978/80), Jeruzalem (Israël)
- Las Torres (1982), Facultad de Estudios Superiores Aragón van de UNAM in Mexico-Stad
- Die Schlange (1986), beeldenroute Donaulände (Linz) (Oostenrijk)
- Los Cubos, Guadalajara

## Fotogalerij

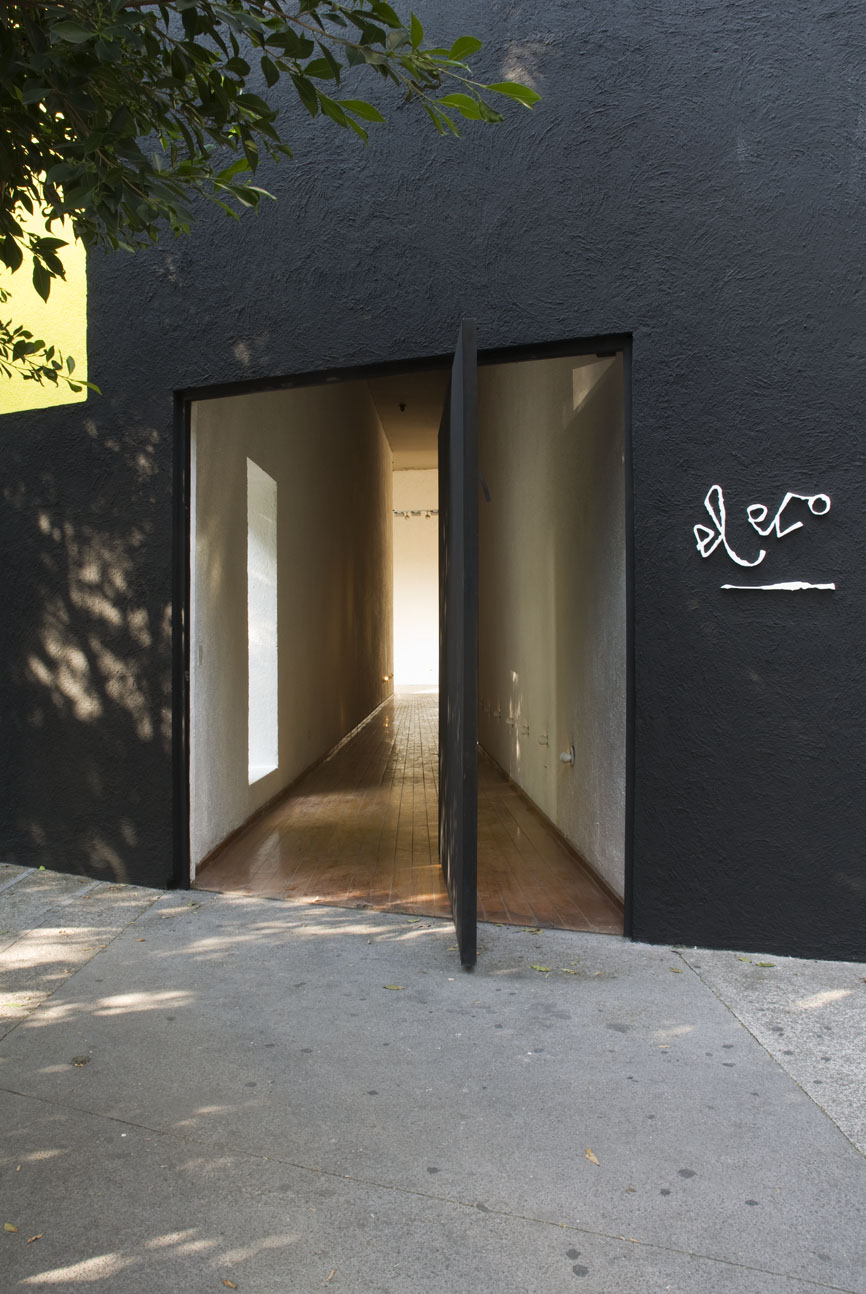
Ingang Museo El Eco
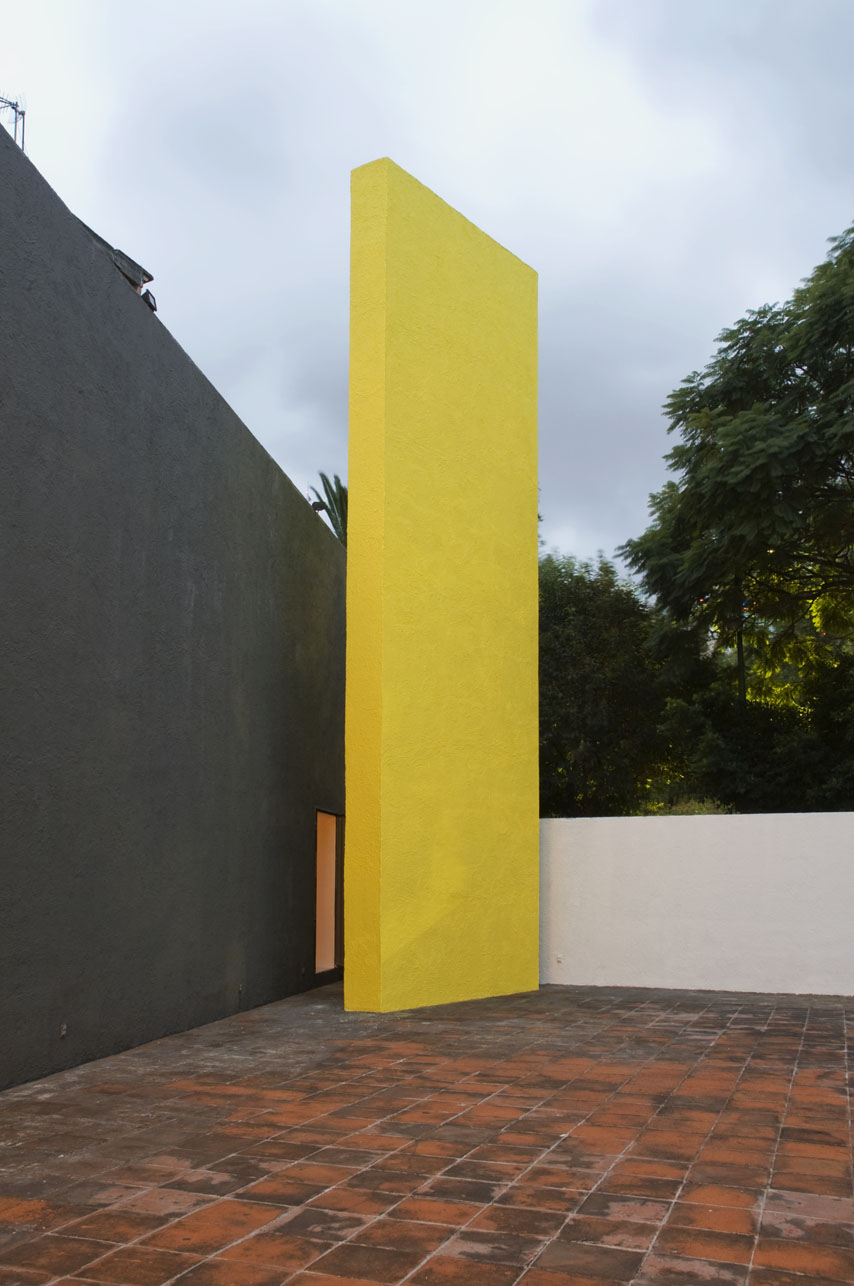
Patio Museo El Eco met sculptuur
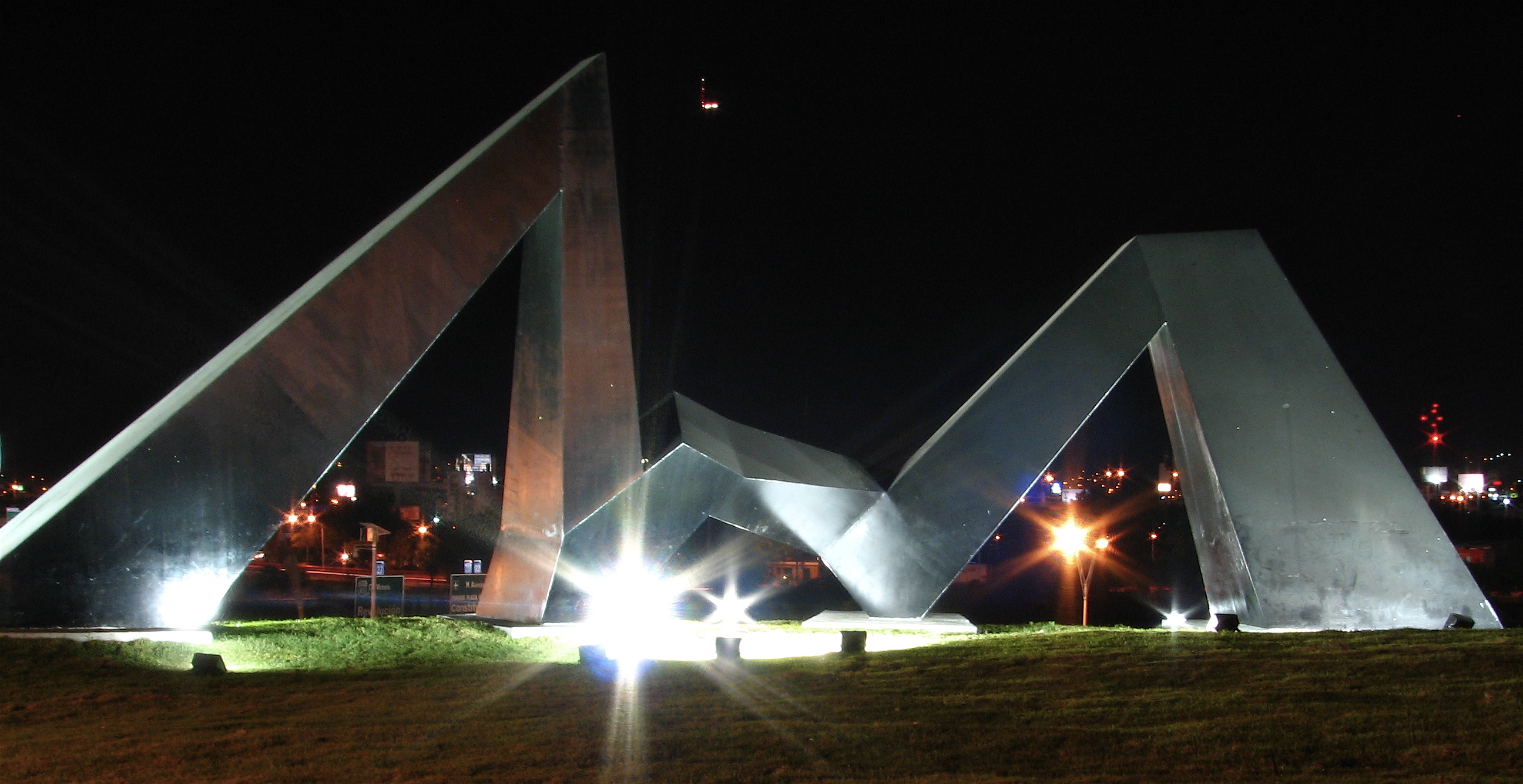
La Serpiente, Monterrey
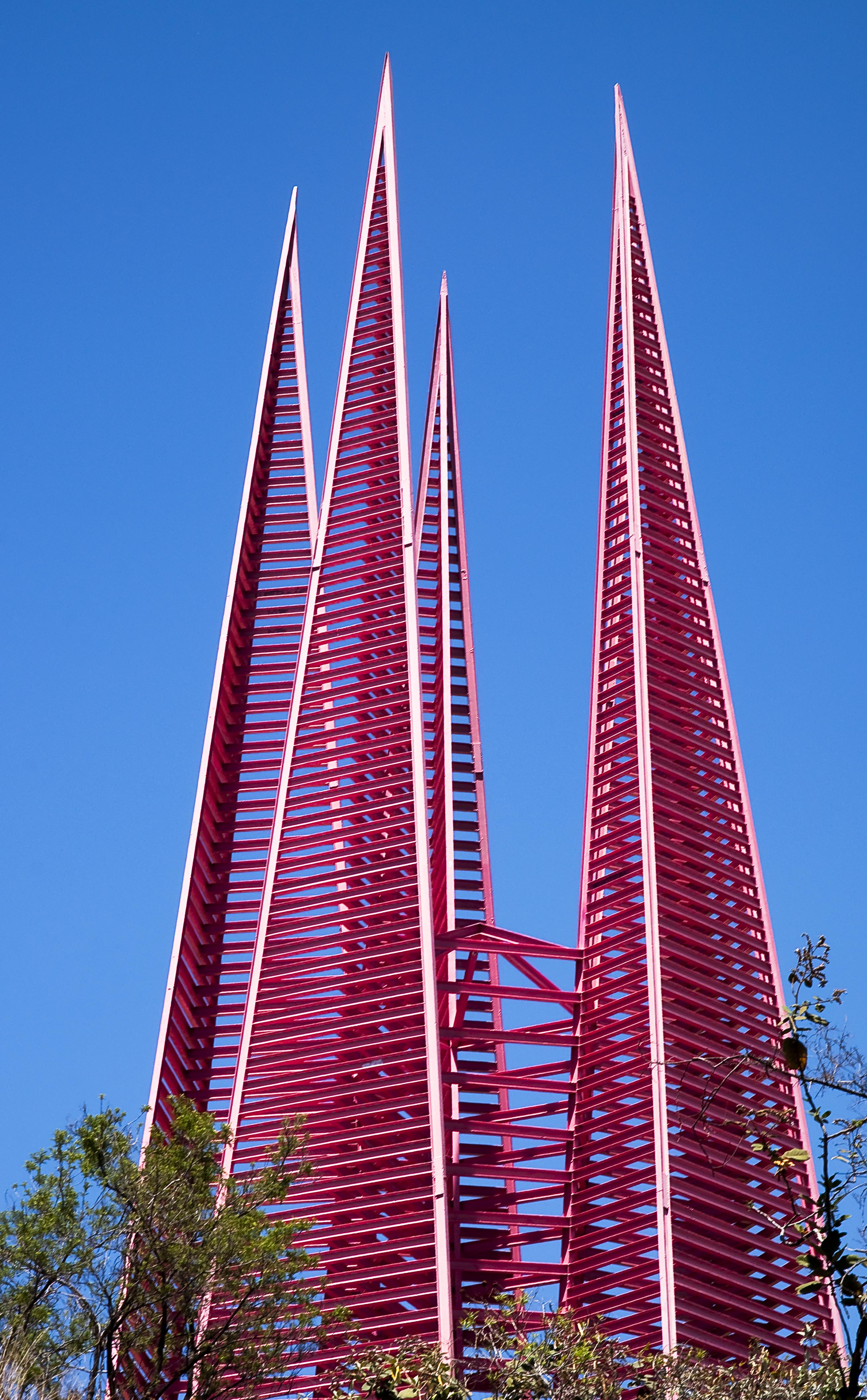
Corona del Pedregal, UNAM